# Lejarflyn
Lejarflyn är en sjö i Strömsunds kommun i Jämtland och ingår i Ångermanälvens huvudavrinningsområde. Sjön har en area på 0,279 kvadratkilometer och ligger 534,4 meter över havet. Lejarflyn ligger i Frostvikenfjällen Natura 2000-område.

## Delavrinningsområde
Lejarflyn ingår i det delavrinningsområde (719182-143027) som SMHI kallar för Utloppet av Lejarflyn. Medelhöjden är 750 meter över havet och ytan är 8,86 kvadratkilometer. Räknas de 29 avrinningsområdena uppströms in blir den ackumulerade arean 150,7 kvadratkilometer. Lejarälven som avvattnar avrinningsområdet har biflödesordning 3, vilket innebär att vattnet flödar genom totalt 3 vattendrag innan det når havet efter 358 kilometer. Avrinningsområdet består mestadels av skog (35 procent) och kalfjäll (60 procent). Avrinningsområdet har 0,37 kvadratkilometer vattenytor vilket ger det en sjöprocent på 4,1 procent.